# املیا (لوئیزیانا)
املیا (به انگلیسی: Amelia) شهری در ایالت لوئیزیانا کشور ایالات متحده آمریکا است که جمعیت آن در سرشماری سال ۲۰۱۰ میلادی، ۲٬۴۵۹ نفر بوده‌است.